# مانولو موران
مانولو موران (انگلیسی: Manolo Morán؛ ‏ ۳۰ دسامبر ۱۹۰۵ – ۲۷ آوریل ۱۹۶۷) بازیگر اهل اسپانیا بود.
از فیلم‌ها یا برنامه‌های تلویزیونی که وی در آن نقش داشته‌است، می‌توان به دن کیشوت، خانه پوشالی، گردباد، خوش آمدید آقای مارشال!، بعد از ظهر گاوها و آسمان سیاه اشاره کرد.